# Municipio de Charleston (Pensilvania)
El municipio de Charleston (en inglés: Charleston Township) es un municipio ubicado en el condado de Tioga en el estado estadounidense de Pensilvania. En el año 2000 tenía una población de 3.233 habitantes y una densidad poblacional de 23 personas por km².

## Geografía
El municipio de Charleston se encuentra ubicado en las coordenadas 41°47′00″N 77°15′29″O / 41.78333, -77.25806.

## Demografía
Según la Oficina del Censo en 2000 los ingresos medios por hogar en la localidad eran de $37,176 y los ingresos medios por familia eran $43,548. Los hombres tenían unos ingresos medios de $31,224 frente a los $21,096 para las mujeres. La renta per cápita para la localidad era de $16,621. Alrededor del 10,1% de la población estaban por debajo del umbral de pobreza.